# Apollonio e Filemone
Apollonio (III secolo – Alessandria d'Egitto, 8 marzo 303) e Filemone (Antinopoli, III secolo – Alessandria d'Egitto, 8 marzo 303) furono due cristiani che subirono il martirio sotto l'imperatore Diocleziano e che vengono venerati come santi e martiri da tutte le Chiese che ne ammettono il culto.

## Agiografia
Secondo l'Historia monachorum in Aegypto Apollonio era un monaco e diacono di grande santità che, dopo essere stato arrestato e imprigionato, subì ogni sorta di ingiurie e umiliazioni da parte della popolazione di Antinopoli. Tra i suoi sbeffeggiatori vi era Filemone, uno dei più celebri danzatori e mini della città. L'attore rimase così colpito dalla mittezza del religioso, che rispondeva con benedizioni a chi lo bistrattava, da convertirsi immediatamente al cristianesimo e andare a proclamare la propria fede davanti al giudice. Il magistrato inizialmente pensò a uno scherzo, vista la fama di Filemone, ma resosi conto della sincerità delle sue affermazioni lo condannò al rogo insieme al suo conversore. Giunti però sul patibolo, Apollonio pregò Dio, che spense le fiamme. Il miracolo spinse molti dei presenti, tra cui lo stesso giudice, a convertirsi.
Quando la notizia arrivò ad Alessandria, il prefetto ordinò che Filemone, Apollonio e il giudice fossero arrestati e condotti in città; durante l'arresto e il tragitto, Apollonio continuò con la propria opera di evangelizzazione, convertendo molte delle guardie. All'arrivo in città i cristiani furono condannati a morte: ad Apollonio e Filemone furono legati mani e piedi e vennero gettati in mare. Dopo la loro morte, le onde riportarono i corpi sulla spiaggia, dove furono sepolti da fedeli cristiani.
Una passio greca probabilmente posteriore e tramandata anche in latino e copto riporta una versione ancora più romanzata e incentrata su Filemone che, al contrario che nell'Historia monachorum, inevitabilmente più interessata ad Apollonio, diventa il verso protagonista della vicenda. Stando a questa versione, Apollonio fu condotto insieme ad altri cristiani davanti al prefetto Arriano, che mostrò loro gli strumenti di tortura per indurli ad abbandonare la loro fede e sacrificare all'imperatore. Spaventato, Apollonio chiese al celebre musicista Filemone di scambiarsi le vesti con lui e andare a compiere il sacrificio al posto suo, dato che Filemone non era cristiano e quindi non avrebbe commesso blasfemia.
Tuttavia, davanti ad Arriano, Filemone, ispirato da Dio, si convertì spontaneamente al cristianesimo e rifiutò di sacrificare. Dopo aver svelato la propria identità, Arriano pensò prima a uno scherzo e poi cercò di convincere il beneamato musicista a rinunciare alla sua fede. Saldo nella nuova religione, Filemone rifiutò lusinghe e minacce e, dopo che una pioggerellina divina cadde su di lui battezzandolo, pregò Dio di distruggere i suoi strumenti musicali come segno di rinuncia alla sua vita passata; un fulmine si abbatté quindi sul suo flauto, distruggendolo.
Inferocito con Filemone e Apollonio, Arriano fece trafiggere loro i calcagni e li fece trascinare in giro per la città, ma i due rimasero saldi nella fede e Filemone, in particolare, affermò che nessuno dei tormenti avrebbe funzionato. Filemone fu legato a una colonna e Arriano ordinò agli arcieri di trafiggerlo con le frecce, ma esse non sfiorarono il musicista, rimanendo sospese a mezz'aria. Quando Arriano si avvicinò per osservare lo strano fenomeno, una delle frecce gli cadde sul volto, accecandolo all'occhio destro. Furioso, fece condurre Apollonio e Filemone fuori dalle porte della città, dove furono decapitati. Anni dopo Arriano si recò sulle loro tombe e, avendo riacquistato miracolosamente la vista, si convertì al cristianesimo.